# Ярумаль
Ярумаль (ісп. Yarumal) — місто та муніципалітет на півночі Колумбії, на території департаменту Антіокія. Входить до складу субрегіону Північна Антіокія.

## Історія
Поселення з якої пізніше виросло місто було засноване в 1787 році. Муніципалітет Ярумаль був виділений в окрему адміністративну одиницю в 1821 році. У Ярумалі народився колумбійський поет і громадський діяч Епіфаніо Мехіа-Кіхано.

## Географія

Муніципалітет Ярумаль

Місто розташоване в північній частині департаменту, в гористій місцевості Кордильєра- Сентраль, на відстані приблизно 73 кілометрів на північний-північний схід (NNE) від Медельїна, адміністративного центру департаменту. Абсолютна висота — 2379 метрів над рівнем моря.
Муніципалітет Ярумаль межує на півночі з муніципалітетами Брісеньо та Вальдівія, на сході — з муніципалітетами Анорі, Кампаменто і Анґостура, на півдні — з муніципалітетом Санта-Роса-де-Осос, на заході — з муніципалітетами Сан-Андрес-де-Куеркія і Толедо. Площа муніципалітету складає 724 км².

## Населення
За даними Національного адміністративного департаменту статистики Колумбії, сукупна чисельність населення міста та муніципалітету в 2012 році становила 45 177 осіб.
Динаміка чисельності населення муніципалітету за роками:
| 2005   | 2006   | 2007   | 2008   | 2009   | 2010   | 2011   | 2012   |
| ------ | ------ | ------ | ------ | ------ | ------ | ------ | ------ |
| 41 240 | 41 836 | 42 387 | 42 941 | 43 491 | 44 053 | 44 620 | 45 177 |

Згідно з даними перепису 2005 року чоловіки становили 46,8 % від населення Ярумаля, жінки — відповідно 53,2 %. У расовому відношенні білі і метиси становили 98,1 % від населення міста; негри, мулати і райсальці — 1,9 %.
Рівень грамотності серед всього населення становив 87,9 %.

## Економіка
Основу економіки Ярумаля складають сільськогосподарське виробництво, гірничодобувна промисловість і торгівля.
57,4 % від загального числа міських і муніципальних підприємств складають підприємства торговельної сфери, 28,6 % — підприємства сфери обслуговування, 12,8 % — промислові підприємства, 1,2 % — підприємства інших галузей економіки.